# Pachydactylus scherzi
Pachydactylus scherzi — вид геконоподібних ящірок родини геконових (Gekkonidae). Мешкає в Анголі і Намібії.

## Опис
Довжина Pachydactylus scherzi (без вразхування хвоста) становить 2,5-3,5 см. Верхня частина тіла коричнева, поцяткована поперечними білуватими смугами, що мають темно-коричневі краї та часто перериваються посередині. Нижня частина тіла кремова.

## Поширення і екологія
Pachydactylus scherzi мешкають на південному заході Анголи та в регіоні Каоковельд на півночі Намібії. Вони живуть в сухих саванах та в пустелі Наміб, в тріщинах серед скель та під камінням. Зустрічаються на висоті до 900 м над рівнем моря. Відкладають яйця.